# István Ertl
István Ertl (né en 1965) est un espérantiste d’origine hongroise et naturalisé français habitant au Luxembourg.

## Vie privée
István Ertl est enseignant, traducteur et interprète. Il travaillait en 2002–2003 au poste d’information du réseau européen contre le racisme à Bruxelles, et en 2003 est devenu le premier traducteur magyarophone à la Cour des comptes européenne.

## Actions en faveur de l’espéranto
István Ertl a appris l’espéranto en autodidacte en 1977 et a suivi un cours par correspondance en 1980 avec Georgi Mihalkov (eo). Il a enseigné l’espéranto en 1986 et 1987 à Caltagirone, en Sicile, où il a cofondé le club local, Verda aglo (« aigle vert »). Il a également enseigné de 1986 à 1988 dans les « cours pirates » hongrois et a enseigné la littérature espérantophone à l’Université Loránd Eötvös de Budapest de 1990 à 1991 et à l’Université Adam-Mickiewicz de Poznań à partir de 1999.
Ertl était rédacteur des revues Internacia Pedagogia Revuo (eo) (en 1987–1991), Opus Nigrum (en 1987–1990), Kontakto (en 1990–1991) et Esperanto, l’organe officiel de l’association mondiale d’espéranto, de 1992 à 2001, année à laquelle il a démissionné à la suite d’un désaccord avec certains membres du bureau. En 2003, Ertl fut le cofondateur du journal en ligne Libera Folio. Il était rédacteur pour Literatura Foiro et est l’un des rédacteurs de Beletra Almanako. Dans cette dernière revue, il publie notamment des poèmes en espéranto. C’est un collaborateur constant pour les revues La Ondo de Esperanto et Kontakto et un contributeur occasionnel mais depuis de nombreuses années au journal Monato.
Il est membre du Conseil consultatif de l’association mondiale d’espéranto depuis 2013, a été membre du conseil d’administration de 2004 à 2010 et membre de sa commission chargée des élections, de 2005 à 2008. Il est membre du bureau de IKEL (eo), du comité international pour les libertés ethniques depuis 2015, membre du comité de l’Académie Littéraire d'Espéranto depuis 2007, membre de la commission arbitrale de TEĴA (eo) depuis 2008, ainsi que secrétaire de la Fondation Grabowski (eo) depuis la même année.
Ertl a participé à un stage d’interprétation à l’Institut des traducteurs, interprètes et de relations internationales à Strasbourg et a interprété vers l’espéranto à la même période lors d’évènements à propos de politique linguistique.

### Œuvres originales
- 1990 : Lajos Tárkony kaj la Budapeŝta Skolo
- 1990 : Tiu toskana septembro, roman policier, coécrit avec Corrado Tavanti
- 1994 : Esperanto kaj la estonteca plurlingvismo, discussion avec Umberto Eco, co-écrit avec François Lo Jacomo (eo)
- 2003 : La Postdomo (eo), roman satirique
- 2004 : Provizore, recueil de poèmes

### Poèmes et prose
- 1991 : Ek al Leg'! (eo)
- 1995 : Tempo fuĝas
- 2000 : Sferoj 10
- 2001 : Mondoj
- 2010 : Vizaĝoj

### Essais
- 1997 : Struktura kaj socilingvistika esploro de Esperanto
- 2009 : Abunda fonto. Memorlibro omaĝe al Prof. István Szerdahelyi
- 2009 : La arto labori kune. Festlibro por Humphrey Tonkin
- 2010 : Dek gazetoj

### Mémoires
- 2000 : Hermann: Fragmente / Fragmentoj
- 2009 : Lee Chong-Yeong, gvidanto nia
- 2009 : Abunda fonto